# Ricrena pallidipennis
Ricrena pallidipennis là một loài tò vò trong họ Ichneumonidae.